# Aleksander Sikora
Aleksander Sikora (1990. június 25. – ) lengyel műsorvezető és újságíró. 2011-ben került képernyőre hazája legnépszerűbb zenecsatornáin, például az MTV-n, Viván és a 4funTV-n.

## Karrierje
Aleksander a lengyel közszolgálati műsorszolgáltatónál (Telewizja Polska) dolgozik, ahol az ország legnépszerűbb televíziós reggeli műsorának műsorvezetője (Pytanie na śniadanie). Emellett a TVP2 csatornáján közvetített nyári zenei turnéjának is ő a házigazdája, amelyben számos lengyel és külföldi előadó szerepel. 2017-ben Kijevben és 2018-ban Lisszabonban szemlélőként vett részt az Eurovíziós Dalfesztiválon, szintúgy, mint a 2018-as MTV Videó Díjátadón New Yorkban, valamint a 2017-es és a 2018-as MTV Európai Zenei Díjátadón.
2019. augusztus 22-én vált hivatalossá, hogy Ida Nowakowska és Roksana Węgiel mellett ő is házigazdája a 2019-es Junior Eurovíziós Dalfesztiválnak, melyet november 24-én rendeznek Gliwicében.Proud to present: The presenters of Junior Eurovision 2019!. junioreurovision.tv, 2019. augusztus 22.
2021-ben ő lett az Eurovíziós Dalfesztivál lengyelországi kommentátora Marek Sierockivel.